# Martin Callanan
Martin Callanan, baron Callanan (ur. 8 sierpnia 1961 w Newcastle upon Tyne) – brytyjski polityk, deputowany do Parlamentu Europejskiego V, VI i VII kadencji, par dożywotni.

## Życiorys
Ukończył w 1985 studia licencjackie w zakresie inżynierii elektrycznej i elektronicznej. Pracował jako inżynier w browarach grupy Scottish & Newcastle. Od 1983 do 1986 zasiadał w radzie hrabstwa metropolitalnego Tyne and Wear, a w latach 1987–1996 był radnym w okręgu miejskim Gateshead.
W 1999 z listy Partii Konserwatywnej został wybrany w skład Parlamentu Europejskiego. W 2004 i 2009 skutecznie ubiegał się o reelekcję, wchodząc w skład PE do 2014. W VII kadencji został członkiem nowej grupy pod nazwą Europejscy Konserwatyści i Reformatorzy, a także Komisji Ochrony Środowiska Naturalnego, Zdrowia Publicznego i Bezpieczeństwa Żywności. W 2010 został przewodniczącym grupy torysów w ramach frakcji Europejskich Konserwatystów i Reformatorów. W latach 2011–2014 przewodniczył frakcji ECR w PE.
W 2014 otrzymał tytuł barona i jako par dożywotni zasiadł w Izbie Lordów. W czerwcu 2017 został parlamentarnym podsekretarzem stanu w departamencie transportu, a w październiku 2017 ministrem stanu w departamencie do spraw brexitu. W lutym 2020 miesiącu powołany na parlamentarnego podsekretarza stanu w departamencie biznesu, energii i przemysłu.